# 布克斯维莱尔
布克斯维莱尔（法語：Bouxwiller，法語發音：[buksvilɛʁ] ⓘ）是法国下莱茵省的一个市镇，位于该省北部偏西，北孚日山自然保护区内，属于萨韦尔讷区。

## 地理
布克斯维莱尔（48°49'31"N, 7°28'58"E）面积25.59 平方千米，位于法国大東部大區下莱茵省，该省份为法国大陆部分最东部的省份，是阿尔萨斯的一部分，今与上莱茵省组成了阿尔萨斯欧洲集体，其南至上莱茵省，西南接孚日省和默尔特-摩泽尔省，西接摩泽尔省，北与德国接壤，东侧沿莱茵河与德国相望。
与布克斯维莱尔接壤的市镇（或旧市镇、城区）包括：奥贝尔苏尔特兹巴克、博塞尔索桑、赞塞河畔多瑟南、阿特马特、基尔维莱尔、讷维莱尔-莱萨韦尔讷、涅代尔苏尔特兹巴克、奥伯莫登-楚岑多夫、普林蔡姆、于特维莱、韦泰尔斯维莱、盖斯维莱尔-泽伯斯多夫。
布克斯维莱尔的时区为UTC+01:00、UTC+02:00（夏令时）。

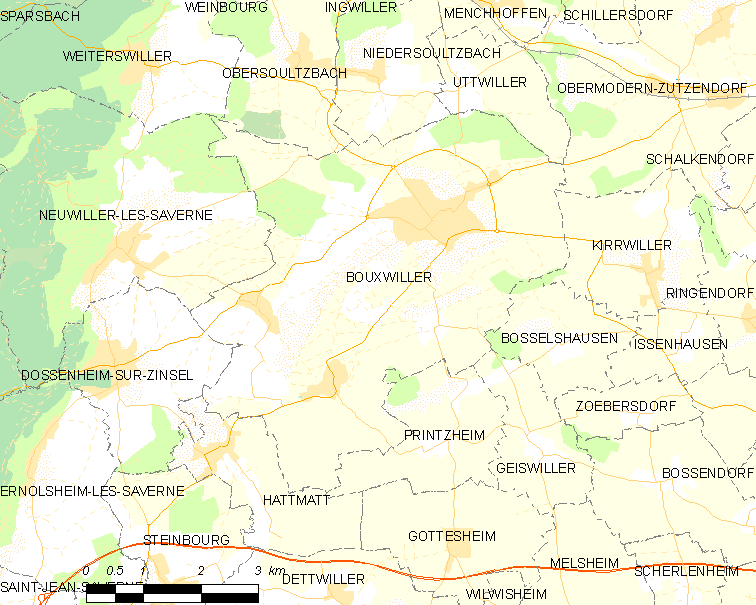
布克斯维莱尔的OSM定位图

## 行政
布克斯维莱尔的邮政编码为67330，INSEE市镇编码为67061。

## 政治
布克斯维莱尔所属的省级选区为布克斯维莱尔县，同时也是该县的中央投票站所在地。

## 人口

1962-2008年间布克斯维莱尔人口变化图示

布克斯维莱尔于2022年1月1日时的人口数量为3706人。

## 友好城市
- 德国巴本豪森